# خوصة بوصة
خوصة بوصة هو مسلسل رسوم متحركة إماراتي ثلاثي الأبعاد. فكرة وإخراج المخرجة الإمارتية نجلاء الشحي. 
يتعرض المسلسل لمشاكل المجتمع الإماراتي التي يتعرض لها المواطنين والوافدين في الإمارات العربية المتحدة بشكل ساخر، بحيث يصور غلاء الأسعار وتأثيرها على المواطنين والدروس الخصوصية والعديد من القضايا والمشاكل الاجتماعية.
عُرض المسلسل لأول مرّة بشكل حصري على قناتي دبي وسما دبي الفضائيتين الإماراتيتين، وذلك في رمضان 2009 م/ 1430 هـ. المسلسل تم تنفيذه باستخدام تقنية الرسوم المتحركة ثلاثية الأبعاد. وقامت بالتنفيذ استوديوهات طارق راشد في مصر.